# هاینریش لیمپریشت
هاینریش لیمپریشت (آلمانی: Heinrich Limpricht؛ ۲۱ آوریل ۱۸۲۷ – ۱۳ مهٔ ۱۹۰۹) یک شیمی‌دان اهل آلمان بود.